# 长微博
长微博是通过图片发布文字信息的一种形式，起因是微博通常不得超过140字，故将文字转化为图片发布。

## 作用
长微博最主要的作用是突破140字限制，但后来通过附带相应文字版本的链接演变为博客和长文章的入口。同时，长微博还隐藏了需要传输的文字内容，“利用过滤机制在检测图片信息方面的软肋”，反制了信息审查。

## 影响
由于长微博的引入，微博与生俱来的“碎片化传播”特征发生了明显变化。迎合“快餐文化”而出现的微博，通常将字数限制在140字，使得信息“碎片化”，进入日常生活的“边角”时间。而长微博则非常成功地将博客的功能整合到微博中，使得微博用户时常通过长微博或者其附带的博客链接阅读长文。长微博的引入使得博客和微博的联系更加紧密，区别更小，并相互促进——“话题构造在博客空间，而舆论发酵却在微博平台”。用户通过长微博或博客更充分地消化信息，而通过微博发表观点，将更多人引入话题的讨论。
有着140字限制的微博本不适合严肃话题的讨论，但上述特征改变了这一先天缺陷。诸多严肃话题通过长微博在微博上引发广泛关注，典型代表如“方韩论战”。